# 沈泰鴻
沈泰鴻。别名沈雲將，浙江鄞县人，明朝政治人物、诗人、方志学家。

## 生平
出自鄞县栎社沈氏，明内阁首辅沈一贯长子。年少时多才好学。官至尚寶司司丞，故时人称其为“沈尚寶”。继承家学，擅长作诗。
明作家沈德符在其代表著作《万历野获编》专有一篇“宰相子应举”，讲述沈家家事。沈一贯为官清廉，自己身居高位，对长子沈泰鴻颇有苛求。沈泰鸿年少时颇有才誉，能诗善文。但沈一贯以前朝廷臣之子科举舞弊案为例子，劝说沈泰鸿不要参加科举考试。沈一贯成为首辅后，沈泰鸿才以父荫获明廷封职，官至尚宝司丞。沈泰鸿心中颇有不满，与父亲反目为仇，“家庭之间，无聊生矣”。另有记载，“视其父若深仇”。
与屠隆为好友。

## 代表著作
- 与周应宾纂輯《重修普陀山志》，参与校订[1]
- 〈四明阿育王寺舍利殿重建藏經閣募緣疏〉
- 《明州阿育王山志》
- 《普陀洛迦新志》
- 《天台山方外志》
- 《闲止楼诗抡》康熙间抄本二十八卷[3]
- 《慈向集》十三卷 沈泰鸿 辑

## 代表诗作
- 《送寂庵上人归普陀》[2]
- 《长安雨后》
- 《咏花影二首》